# Нир-Галим
Нир-Галим (ивр. ניר גלים‎) — религиозный мошав, расположенный в центральной части Израиля, примыкающий к городу Ашдод. Административно относится к региональному совету Хевель-Явне.

## История
Нир-Галим был основан 19 ноября 1949 года, недалеко от моря и ручья Лакиш, на землях арабской деревни Араб-Сукрир, которая обезлюдела во время арабо-израильской войны 1948 года. Первое название мошава было «Нир-Вегал». Основатели Нир Галим были в основном пережившими Холокост выходцами из Венгрии и Центральной Европы, в том числе группа близнецов, переживших эксперименты Йозефа Менгеле. В мошаве был построен «Бейт-дат» — музей, посвященный центрально-европейскому еврейству, в котором представлены макеты синагог, сожженных в Хрустальную ночь.
31 августа 1955 года диверсанты из Египта взорвали колодец в мошаве. В 1956 году поселок был подключен к национальной электросети. В 1964 году в поселке была открыта первая АЗС «Паз».

## Население
По данным Центрального статистического бюро Израиля, население на начало 2020 года составляло 1 396 человек.